# Microsteira chorigyna
Microsteira chorigyna är en tvåhjärtbladig växtart som beskrevs av Marcel Marie Maurice Dubard och Dop. Microsteira chorigyna ingår i släktet Microsteira och familjen Malpighiaceae. Inga underarter finns listade i Catalogue of Life.